# Arakain Dymytry Tour 2014
Arakain Dymytry Tour 2014 bylo první společné turné kapel Arakain a Dymytry. Tour mělo jarní a podzimní část s celkem 42 zastávkami po celé České republice a s jednou zastávkou na Slovensku. Hosty turné byli na jaře byli Modesty & Pride z Podbořan a na podzim ostravští Absolut Deafers. Arakain i Dymytry vydali před turné novou desku (Adrenalinum, resp. Homodlak).
Velmi úzké, na české scéně netradiční, spojení dvou kapel, nabídlo kromě samostatného bloku každé kapely i blok společný. V tom se nejprve společně představili oba bubeníci a postupně se přidávali zpěváci a ostatní členové, až jich na pódiu bylo všech deset. Zpěváci si nakrátko vyměnili místa s bubeníky a došlo i na společné skladby obou kapel, složené právě pro toto turné. Pro jarní část byla složena píseň „Jedna krev“, pro podzimní pak přibyly „Bouřlivá krev“ a „Žít svůj sen“. Koncert uzavřely osvědčené hity „Strážná věž“ (Dymytry) a „Apage satanas“ (Arakain). Ani samostatné sety kapel nezůstaly bez prvku propojení, pokaždé si přišel na jednu skladbu zahostovat zpěvák od kolegů a každá z kapel si od té druhé jednu skladbu vypůjčila.
V průběhu jarní části si kapelník a kytarista Dymytry, Dymo, zlomil na fotbale nohu a zbytek jarního turné musel odehrát se sádrou, vsedě.
Pro podzimní část si fanoušci mohli sami vybrat skladby do samostatných setlistů obou kapel prostřednictvím webového hlasování.
Během podzimní části (Pardubice a Hronov) bylo natočeno DVD Arakain Dymytry Tour 2014, které bylo ještě před skončením turné, společně s fanoušky, pokřtěno 4. prosince v baru Slušnej kanál na Žižkově.

## Line-up
Jaro - Modesty & Pride:
- David Vopat - „Kytovec“ (kytara, zpěv)
- Luboš Matys - „Zakl“ (kytara, zpěv)
- Filip Matys - „Ydip“ (basová kytara, zpěv)
- Jan Tolinger - „Toly“ (klávesy)
- Petr Švihlík -  „Ítr“ (bicí)

Podzim - Absolut Deafers:
- Jan „Joker“ Jašek (zpěv)
- Jiří „Cremil“ Czyž (kytara)
- Radek „Rado“ Sněhota (kytara)
- Aleš „Lemmy“ Venglář (basová kytara)
- Vašek Maďa (bicí)

Dymytry:
- Jan „Protheus“ Macků (zpěv)
- Jiří „Dymo“ Urban (kytara)
- Jan „Gorgy“ Görgel (kytara)
- Artur „R2R“ Michajlov (basová kytara)
- Miloš „Mildor“ Meier (bicí)

Arakain:
- Jan Toužimský (zpěv)
- Jiří Urban (kytara)
- Miroslav Mach (kytara)
- Zdeněk Kub (basová kytara)
- Lukáš „Doxa“ Doksanský (bicí)

Arakain & Dymytry
- Společný set všech deseti hudebníků

## Setlisty
Pěnčín, 1. listopadu
Dymytry
1. Dymytry
2. Baskerville
3. D.O.S.T.
4. Jsem nadšenej
5. Dejte mi pít
6. Arabia II
7. Kolonie termitů (Arakain cover)
8. Síť pro sociály
9. Plameňáci
10. Homodlak
11. Lunapark
12. Benzín
13. Ztracená generace (s Janem Toužimským)
14. Ocelová parta

Arakain
1. Adrenalin
2. Amadeus
3. Ďábelská hra
4. Karavana slibů
5. Princess
6. Černý koně
7. Diesel
8. Marilyn
9. Adrian
10. Gilotina
11. Zase spíš v noci sama
12. Média (Dymytry cover)
13. Strom života (s Protheem)
14. Paganini

Arakain & Dymytry
1. bubenické sólo
2. Žít svůj sen
3. Strážná věž (Dymytry cover)
4. Apage Satanas (Arakain cover)

## Propojení kapel
Vypůjčené skladby:
- Dymytry - „Adrian“ (jarní část, Arakain, S.O.S.)
- Dymytry - „Kolonie termitů“ (podzimní část, Arakain, Black Jack)
- Arakain - „Média“ (Dymytry, Neonarcis)

Hostování zpěváka:
- Protheus - „Strom života“ (Arakain, Warning!)
- Jan Toužimský - „Ztracená generace“ (Dymytry, Homodlak)

## Harmonogram turné
| Datum              | Město                  | Místo                      | Host            |
| Jarní část         | Jarní část             | Jarní část                 | Jarní část      |
| ------------------ | ---------------------- | -------------------------- | --------------- |
| 7. března 2014     | Polná                  | sál zámku                  | Modesty & Pride |
| 8. března 2014     | Valašské Klobouky      | Kulturní dům Kloboučan     | Modesty & Pride |
| 14. března 2014    | Ústí nad Orlicí        | Kulturní dům               | Modesty & Pride |
| 15. března 2014    | Kovářov                | Kulturní dům               | Modesty & Pride |
| 17. března 2014    | Praha                  | Kulturní dům Ládví         | Modesty & Pride |
| 20. března 2014    | České Budějovice       | Kulturní dům Vltava        | Modesty & Pride |
| 21. března 2014    | Plzeň                  | Šeříkovka                  | Modesty & Pride |
| 22. března 2014    | Velké Opatovice        | Sokolovna                  | Modesty & Pride |
| 27. března 2014    | Brno                   | Semilasso                  | Modesty & Pride |
| 28. března 2014    | Přerov                 | Městský dům                | Modesty & Pride |
| 29. března 2014    | Trenčín                | Piano club                 | Modesty & Pride |
| 4. dubna 2014      | Valdice                | Kulturní dům               | Modesty & Pride |
| 5. dubna 2014      | Dvůr Králové nad Labem | ZC Zálabí                  | Modesty & Pride |
| 11. dubna 2014     | Šumperk                | Dům kultury                | Modesty & Pride |
| 12. dubna 2014     | Kolín                  | Městský společenský dům    | Modesty & Pride |
| 18. dubna 2014     | Smržovka               | Parkhotel                  | Modesty & Pride |
| 19. dubna 2014     | Česká Lípa             | Kulturní dům Crystal       | Modesty & Pride |
| 20. dubna 2014     | Březolupy              | Sportovní hala             | Modesty & Pride |
| 25. dubna 2014     | Domažlice              | Městské kulturní středisko | Modesty & Pride |
| 26. dubna 2014     | Katovice               | Kulturní dům               | Modesty & Pride |
| 2. května 2014     | Kadaň                  | Kulturní zařízení Orfeum   | Modesty & Pride |
| Podzimní část      |                        |                            | Modesty & Pride |
| 17. října 2014     | Hořovice               | Společenský dům            | Absolut Deafers |
| 18. října 2014     | Toužim                 | Sokolovna                  | Absolut Deafers |
| 24. října 2014     | Pardubice              | ABC klub                   | Absolut Deafers |
| 25. října 2014     | Ostrava                | Dům kultury AKORD          | Absolut Deafers |
| 27. října 2014     | Havlíčkův Brod         | Kulturní dům Ostrov        | Absolut Deafers |
| 31. října 2014     | Hronov                 | Sál Josefa Čapka           | Absolut Deafers |
| 1. listopadu 2014  | Pěnčín                 | Kulturní dům               | Absolut Deafers |
| 8. listopadu 2014  | Krumvíř                | Kulturní dům               | Absolut Deafers |
| 14. listopadu 2014 | Bílina                 | Kulturní dům Fontána       | Absolut Deafers |
| 15. listopadu 2014 | Vysoké Mýto            | M-klub                     | Absolut Deafers |
| 16. listopadu 2014 | Zlín                   | Masters of Rock Café       | Absolut Deafers |
| 21. listopadu 2014 | Jindřichův Hradec      | Kulturní centrum Jitka     | Absolut Deafers |
| 22. listopadu 2014 | Staňkov                | Lidový dům                 | Absolut Deafers |
| 28. listopadu 2014 | Hranice                | Sokolovna                  | Absolut Deafers |
| 29. listopadu 2014 | Drnovice               | Kulturní dům               | Absolut Deafers |
| 5. prosince 2014   | Trnava                 | Kulturní dům               | Absolut Deafers |
| 6. prosince 2014   | Zábřeh                 | Kulturní dům               | Absolut Deafers |
| 12. prosince 2014  | Tachov                 | Lidový dům                 | Absolut Deafers |
| 13. prosince 2014  | Neznašov               | Kulturní dům               | Absolut Deafers |
| 19. prosince 2014  | Horní Bříza            | klub Horní Bříza           | Absolut Deafers |
| 20. prosince 2014  | Spálené Poříčí         | Sokolovna                  | Absolut Deafers |